# 新潟県道534号春日山停車場線
新潟県道534号春日山停車場線（にいがたけんどう534ごう かすがやまていしゃじょうせん）は、新潟県上越市内を通る一般県道。

## 概要
- 陸上距離：
- 起点：新潟県上越市大字木田字池田（移転前の春日山駅＝県道180号起点）
- 終点：新潟県上越市大字木田字番匠（木田交差点＝県道579号交点）

## 通過する自治体
- 新潟県
  - 上越市

## 主な接続路線
- 上越市
  - 新潟県道579号上越脇野田新井線（木田交差点）
  - 新潟県道180号春日山停車場春日山城線（移転前の春日山駅前）